# Litovany
Litovany település Csehországban, a Třebíči járásban. Litovany Biskupice-Pulkov, Újezd, Radkovice u Hrotovic, Bačice, Hrotovice, Rouchovany és Přešovice településekkel határos. Lakosainak száma 127 fő (2024. január 1.).

## Népesség
A település lakosságának változását az alábbi diagram mutatja:
| Lakosok száma | 376  | 437  | 402  | 298  | 213  | 130  | 136  | 126  | 120  | 127  |
|               | 1869 | 1900 | 1921 | 1961 | 1980 | 2011 | 2016 | 2019 | 2021 | 2024 |